# 133-й стрелковый корпус
133-й стрелковый корпус — воинское соединение Вооружённых сил Союза Советских Социалистических Республик во время Великой Отечественной войны.

## История
Корпус формировался в сентябре 1944 года в 19-й армии, формирование управления завершилось к 23.09.1944 года.
В действующей армии с 01.09.1944 по 14.11.1944 и с 16.01.1945 по 09.05.1945
С 24.09.1944 приступил к преследованию отходившего противника (169-я пехотная дивизия), 26.09.1944 части корпуса вышли на границу СССР, к 02.10.1944 передовые части корпуса достигли рубежа реки Наруска-иоки, что в 5-6 километрах западнее границы и там остановились. 11.10.1944 корпус совершил марш на станцию Алакуртти, где был погружен в эшелоны. На 23.10.1944 октября две дивизии корпуса — 21-я стрелковая дивизия и 104-я стрелковая дивизия — сосредоточились в районе Петсамо и Луостари. 67-я стрелковая дивизия, выгрузившись в районе Мурманска, совершала марш к фронту. Однако боевые действия закончились и соединения корпуса собрались в месте дислокации в Кокури (в нескольких километрах южнее Петсамо).
В ноябре-декабре 1944 года корпус погружен в эшелоны, 04.12.1944 года прибыл в Плоешти. Оттуда корпус маршем был передислоцирован в населённые пункты под Бухарестом, штаб разместился в Джурджу. В январе 1945 года был передан в состав 3-го Украинского фронта, 17.01.1945 переправился на западный берег Дуная
К вечеру 18.01.1945 был направлен на усиление обороны по восточному берегу канала Шарвиз, попал в окружение, вместе с 181-й танковой бригадой. С боями к 20.01.1945 частично отошёл на рубеж Цеце, северо-западнее Дунафёльдвар, восточный берег Дуная, оставшиеся части (21-я стрелковая дивизия, 104-я стрелковая дивизия и 715-й стрелковый полк 122-й стрелковой дивизии вместе со штабом корпуса, а также штаб и части 18-го танкового корпуса), вели бой в окружении по рубежу Аба, Шаркерестур, Якобсаллаш, Шарашд, прорывая оборону противника по 26.01.1945 года. Вышли из окружения в то же место, где занимали рубеж обороны части, не попавшие в окружение. Корпус понёс большие потери, по оценке командующего группой армии «Юг» Вёлера, вообще был разбит.
К 28.01.1945 года был пополнен и нанёс удар на север между каналом Шарвиз и Дунаем, к 06.02.1945 вышел на рубеж Гуйя, Шанонъя, Калоз, форсировал канал Шарвиз и овладел плацдармом на его западном берегу. Корпус вёл ожесточённые бои на рубеже до 13.02.1945. В двадцатых числах февраля корпус был отведён в резерв.
С 03.03.1945 передислоцирован на южное крыло фронта в район в район Меренье, Капошмере, Бардудворнюк.
В ночь на 06.03.1945 вражеские войска форсировали реку Драва, для уничтожения плацдармов корпус был выдвинут на этот рубеж, с задачей во взаимодействии с болгарской 3-й пехотной дивизией окружить и уничтожить противника в Драва Саболч, Чехи, Жюхес, Гордиша, отрезать пути отхода противника к реке Драва, выйти на её левый берег севернее Дольни-Михольянц. В дальнейшем не допускать переправы противника на северный берег и наступления его на город Печ.
Части корпуса перешли в наступление 08.03.1945 и вели тяжёлые бои по периметру плацдарма, медленно сжимая кольцо до 18.03.1945 года.
С 21.03.1945 года — совместно с болгарскими частями и 12-м югославским стрелковым корпусом части корпуса очистили второй плацдарм на Драве севернее Валпово.
К 27.03.1945 корпус, переместившись южнее на 20-25 километров, получил задачу перейти в наступление на Чёкёль, Калишта, Куташ, Фельшёшегед, Инке и, взаимодействуя с частями 1-й болгарской армии, прорвать оборонительную полосу противника на фронте Радьего, Кеткерек; начал наступление, прорывая вражескую оборону в ночь с 28 на 29.03.1945. Наступал в общем направлении на Надьканижу, которую полностью взял к 02.04.1945. К исходу 04.04.1945 войска корпуса, продолжая наступление и достигнув рубежа Болдогасоня, Тормашфельде, Долина, вышли на венгерско-югославскую границу, а в некоторых местах и пересекли её.
В течение апреля 1945 продвигался с боями в Югославии.
На 09.05.1945 находился в небольшом селе Пуцонци.

## Полное наименование
133-й стрелковый корпус

## Боевой состав
| Дата       | Фронт                | Армия      | В составе (стрелковые)                                                    | Другие части, в том числе приданные                                                             | Примечания |
| ---------- | -------------------- | ---------- | ------------------------------------------------------------------------- | ----------------------------------------------------------------------------------------------- | ---------- |
| 01.10.1944 | Карельский фронт     | 19-я армия | 67-я стрелковая дивизия 104-я стрелковая дивизия                          | 518-й отдельный батальон связи 268-я полевая авторемонтная база 3099-я полевая почтовая станция | -          |
| 01.11.1944 | Карельский фронт     | 14-я армия | 21-я стрелковая дивизия 67-я стрелковая дивизия 104-я стрелковая дивизия  | 518-й отдельный батальон связи 268-я полевая авторемонтная база 3099-я полевая почтовая станция | -          |
| 01.12.1944 | Резерв Ставки ВГК    | -          | 104-я стрелковая дивизия                                                  | 518-й отдельный батальон связи 268-я полевая авторемонтная база 3099-я полевая почтовая станция | -          |
| 01.01.1945 | 2-й Украинский фронт | -          | 21-я стрелковая дивизия 104-я стрелковая дивизия 122-я стрелковая дивизия | 518-й отдельный батальон связи 268-я полевая авторемонтная база 3099-я полевая почтовая станция | -          |
| 01.02.1945 | 3-й Украинский фронт | 26-я армия | 21-я стрелковая дивизия 104-я стрелковая дивизия 122-я стрелковая дивизия | 518-й отдельный батальон связи 268-я полевая авторемонтная база 3099-я полевая почтовая станция | -          |
| 01.03.1945 | 3-й Украинский фронт | 26-я армия | 21-я стрелковая дивизия 104-я стрелковая дивизия 122-я стрелковая дивизия | 518-й отдельный батальон связи 268-я полевая авторемонтная база 3099-я полевая почтовая станция | -          |
| 01.04.1945 | 3-й Украинский фронт | 57-я армия | 84-я стрелковая дивизия 122-я стрелковая дивизия 299-я стрелковая дивизия | 518-й отдельный батальон связи 268-я полевая авторемонтная база 3099-я полевая почтовая станция | -          |
| 01.05.1945 | 3-й Украинский фронт | 57-я армия | 21-я стрелковая дивизия 104-я стрелковая дивизия 122-я стрелковая дивизия | 518-й отдельный батальон связи 268-я полевая авторемонтная база 3099-я полевая почтовая станция | -          |

## Командование
- Алексеев, Зиновий Нестерович (с 03.09.1944 по 28.09.1944), генерал-майор
- Артюшенко, Павел Алексеевич (с 29.09.1944 по 09.05.1945), генерал-майор